# Pardosa saturatior
Pardosa saturatior este o specie de păianjeni din genul Pardosa, familia Lycosidae, descrisă de Simon, 1937. Conform Catalogue of Life specia Pardosa saturatior nu are subspecii cunoscute.